# Досу-Напулуй
Досу-Напулуй (рум. Dosu Napului) — село у повіті Клуж в Румунії. Входить до складу комуни Чану-Маре.
Село розташоване на відстані 300 км на північний захід від Бухареста, 26 км на південний схід від Клуж-Напоки.

## Населення
За даними перепису населення 2002 року у селі проживали 175 осіб. Рідною мовою 174 особи (99,4%) назвали румунську.
Національний склад населення села:
| Національність | Кількість осіб | Відсоток |
| -------------- | -------------- | -------- |
| румуни         | 169            | 96,6%    |
| цигани         | 5              | 2,9%     |